# Buso Renkin
Buso Renkin (jap. 武装錬金, busō renkin, dt. etwa Waffen-Alchemie) ist eine abgeschlossene Manga-Serie des japanischen Zeichners Nobuhiro Watsuki. Sie umfasst ungefähr 1.700 Seiten und richtet sich vorwiegend an ein jugendliches, männliches Publikum, lässt sich also der Shōnen-Gattung zuordnen. Auf dem Manga basieren eine Anime-Fernsehserie, ein Roman und zwei Hörspiele.

## Handlung
Der Schüler Kazuki Muto (武藤カズキ, Mutō Kazuki) träumt eines Nachts, dass er bei dem Versuch, ein Mädchen vor einem Monster zu schützen, selbst getötet wird. Obwohl der Traum überaus real ist, misst Kazuki ihm keine größere Bedeutung bei. Es häufen sich aber bald einige Merkwürdigkeiten, die ihn stutzen lassen, und schließlich sieht sich Kazuki erneut dem Monster aus seinem „Traum“ gegenüber, und auch dem Mädchen, Tokiko Tsumura, das er darin retten wollte. Sie erklärt ihm, dass er in der vorherigen Nacht tatsächlich von einem Homunculus getötet worden ist, als dieses sein Herz durchbohrte. Die Homunculi sind menschenfressende Lebewesen, die durch Alchemie erschaffen wurden, und im Verborgenen leben und töten. Tokiko selbst gehört einer Organisation an, die sich dem Kampf gegen die Homunculi verschrieben hat. Ein besonderes Metall, das Kakugane, ist ihr Hauptwerkzeug. Es liegt in der Form sechseckiger, handflächengroßer Scheiben vor, die sowohl heilende Fähigkeiten besitzen, als auch in den Händen eines Trägers zu mächtigen Waffen, den busō renkin, werden können, die einzigen, mit denen die Homunculi besiegt werden können.
Mit einer solchen Kakugane-Scheibe konnte Tokiko Kazukis Leben retten, indem sie sie an die Stelle seines Herzens in seine Brust setzte. Auch Kazuki kann sein Kakugane in eine Waffe verwandeln, die die Form einer großen Lanze hat. Obwohl Tokiko anfangs dagegen ist, besteht der Junge darauf, seine neugewonnene Kraft dafür zu nutzen, Tokiko in ihrem Kampf zu helfen.

## Stil
Im Zeichenstil unterscheidet sich Buso Renkin stark von früheren Werken Nobuhiro Watsukis, die wie Rurouni Kenshin in Teilen mehr dem Shōjo-Stil entsprachen. Buso Renkin dagegen zeigt eine typische Shōnen-Ästhetik. Inhaltlich bleibt Watsuki wie in den früheren Werken bei Action, doch diesmal in moderner Zeit und mit einem jungen Helden als Protagonisten, wie im Shōnen-Genre üblich.

## Veröffentlichungen
Buso Renkin erschien in Japan von Juni 2003 bis April 2005 in 79 Einzelkapiteln im auflagenstarken Manga-Magazin Shōnen Jumpdes Shūeisha-Verlags. Die Einzelkapitel kamen auch in zehn Sammelbänden heraus.
Der Manga erschien unter anderem in Frankreich bei Glénat und in den USA bei Viz. In Deutschland sind von März 2007 bis September 2008 alle zehn Bände bei Tokyopop erschienen. Die deutsche Übersetzung stammt von Stefan Hofmeister.

## Adaptionen

### Anime-Fernsehserie
Von 5. Oktober 2006 bis 10. März 2007 lief auf dem japanischen Fernsehsender TV Tokyo eine werkgetreue Anime-Umsetzung des Manga. Das verantwortliche Animationsstudio war XEBEC, Regie führte Takao Kato. Das Charakterdesign entwarfen Akio Takami und Hatsue Kato und die künstlerische Leitung hatte Yoshito Watanabe. Der Anime umfasst 26 Episoden und wurde im Anschluss auf DVD veröffentlicht.
Die Serie wurde in den USA und auf den Philippinen im Fernsehen ausgestrahlt und erschien in Großbritannien auf DVD.

#### Synchronsprecher
| Rolle                    | japanischer Sprecher (Seiyū) |
| ------------------------ | ---------------------------- |
| Kazuki Mutō              | Jun Fukuyama                 |
| Tokiko Tsumura           | Ryōka Yuzuki                 |
| Kōshaku Chōno (Papillon) | Mitsuaki Madono              |
| Mahiro Mutō              | Aya Hirano                   |
| Captain Bravo            | Masashi Ebara                |

#### Musik
Die Musik der Serie wurde komponiert von Kōhei Tanaka. Vorspanntitel ist Makka Na Chikai von Yoshiki Fukuyama und für den Abspann verwendete man Hoshiakari von Jyukai und Itoshiki Sekai von Aya Kagami.

### Weitere Adaptionen
Weitere Adaptionen sind zwei im Mai und im Oktober 2006 erschienene Hörspiel-CDs, die die Handlung des Manga fortsetzen und ergänzen, sowie zwei Romane, die im Oktober 2006 und im Mai 2007 veröffentlicht wurden, Busou Renkin // und Busou Renkin /Z: Yumemita Rakuen. Die Autorin, Kaoru Kurosaki, unterstützte Nobuhiro Watsuki bereits bei dem Manga als Ko-Autorin. Außerdem erschien mit Busou Renkin Infinity im Mai 2007 ein Guidebook zum Manga, und im Juli 2007 schließlich auch ein Videospiel namens Busou Renkin: Yōkoso Papillon Park E für die Playstation 2.

## Rezeption und Auszeichnungen
Der Manga war 2007 für den Seiun-Preis nominiert. Die Bände des Mangas verkauften sich insgesamt über drei Millionen Mal in Japan.
Der Manga könne, so die AnimaniA, durch klare Strichführung und einen unterhaltsamen Storyaufbau überzeugen. Nobuhiro Watsuki erfülle alle Erwartungen und überrasche mit einem neuen Zeichenstil. Bei der Animeserie wird das Charakterdesign gelobt, doch sei die Animation eher durchschnittlich. Dennoch biete auch die Serie dank tiefgründiger Geschichte und gelungener Regie gute Unterhaltung.